# Đồng hóa thời Bắc thuộc
Đồng hóa thời Bắc thuộc trong lịch sử Việt Nam là quá trình kéo dài gắn liền với sự di dân từ phương Bắc, những người thuộc văn hóa Hoa Hạ xuống đất Việt phương Nam. Quá trình di dân và đồng hóa đã có ảnh hưởng rất lớn tới đời sống chính trị - xã hội và văn hóa Việt Nam..

## Quá trình di dân và đồng hóa
Chính sách đồng hóa và di dân đối với người Việt, phương Nam được các triều đại phong kiến Trung Quốc thực hiện từ khá sớm. Trung Quốc là nước lớn, coi các tộc người khác xung quanh là những tộc thấp kém, cần phải "giáo hóa" và gọi họ bằng những tên miệt thị như Man, Di, Nhung, Địch. Do tư tưởng tự tôn này, các triều đình Trung Quốc mang quân bành trướng, thôn tính các nước và tộc người xung quanh.
Nhà Tần sau khi thống nhất Trung Quốc đã tiến hành mở rộng đất đai. Năm 218 TCN, Tần Thủy Hoàng sai Đồ Thư và Sử Lộc mang 50 vạn quân xuống chinh phục phía nam. Tới năm 214 TCN, nhà Tần lại sai Triệu Đà mang 50 vạn dân xuống ở những vùng đất mới đánh chiếm được, ở chung và bắt đầu đồng hóa người Việt. Đó được xem là cuộc đồng hóa chính thức có quy mô đầu tiên của một triều đại phong kiến Trung Quốc đối với người Việt phương nam.
Nhà Tần mất, Triệu Đà cát cứ ở nước Nam Việt thực hiện chính sách dung hòa Việt và người Hoa. Bản thân Triệu Đà để lấy lòng người bản địa cũng sống theo tục người Việt (tóc búi tó, ngồi xổm).
Sang thời Hán, việc thôn tính đất đai, mở rộng bờ cõi và đồng hóa trở thành một chủ trương lớn. Để thực hiện việc đồng hóa triệt để, các vua nhà Hán chủ trương không chỉ di dân phương Bắc xuống phương nam mà còn truyền bá tư tưởng văn hóa phương bắc cho người Việt bản xứ.
Tư tưởng lễ giáo phong kiến Trung Hoa chính là tư tưởng Nho giáo của Khổng Tử. Chữ Hán được dạy cho người Việt và trở thành công cụ để đồng hóa. Những người tích cực thực hiện chủ trương này là Tích Quang, Nhâm Diên từ đầu thế kỷ 1.
Sau khi Mã Viện đánh thắng Hai Bà Trưng (43), di binh người Hoa ở lại Giao Chỉ làm ăn lập nghiệp khá nhiều. Những người này được gọi là "Mã lưu".
Chính sách đồng hóa của nhà Hán dẫn tới những cuộc di dân lớn của người Hoa khi đó. Tại Giao Châu, người Hoa ngày càng đông. Chính quyền các châu quận nhà Hán cho người Hoa "ở lẫn với người Việt", "lấy vợ người Việt" để dần dần xóa huyết tộc người Việt. Việc di cư của người Hoa xuống ở với người Việt diễn ra suốt thời Bắc thuộc, ngày càng trở thành trào lưu lớn.
Vùng Giao Chỉ xa xôi vẫn được dùng làm nơi đày ải những người Hoa phạm tội, trong đó có cả các sĩ phu như Âm Dật, Âm Xưởng đời Đông Hán, Cố Đàm, Cố Thừa, Trương Hưu, Trần Tuân, Ngu Phiên nước Đông Ngô thời Tam Quốc.
Một số khác là những quan lại người Hoa sang trấn trị nhưng cùng gia đình ở lại sau khi hết thời hạn. Trong số này có nhiều sĩ tộc ở Trung Nguyên, cùng với một số nhà truyền giáo.
Người Hán di cư sang Giao châu trong suốt thời Bắc thuộc, ban đầu do chính sách đồng hóa của chính quyền trung ương, về sau việc đó trở thành một trào lưu. Trong số người di cư, có những người Hoa di cư không do yêu cầu của chính quyền mà xuất phát từ hoàn cảnh trong những thời loạn lạc hoặc những biến động trong triều đình trung ương do tranh chấp quyền lực, như Bùi Trung, Hứa Tĩnh thời Tam Quốc. Những nhân vật đóng vai trò lãnh đạo trên lãnh thổ Việt Nam thời Bắc thuộc như Sĩ Nhiếp, Lý Bí là tiêu biểu cho thế hệ sau nhiều đời của những người chạy loạn. Tương tự, theo các nguồn tài liệu thần phả thì là các nhân vật Nguyễn Khoan, Nguyễn Thủ Tiệp, Nguyễn Siêu cũng là thế hệ sau của Lã Tiệp người phương Bắc sang làm quan ở Vũ Ninh. Các thời kỳ loạn lạc có đông sĩ phu người Hoa xuống phương nam ở với người Việt như thời nhà Tân, thời Tam Quốc, Ngũ Hồ thập lục quốc, Ngũ đại Thập quốc. Trong số những người chạy loạn có những nhân vật khá nổi tiếng như nhà khoa học Cát Hồng sang làm quan lệnh ở huyện Câu Lậu.
Sau 500 năm độc lập, đầu thế kỷ 15 nước Đại Việt lại bị nhà Minh xâm lược và chiếm đóng. Nhà Minh tiếp tục chính sách đồng hóa như các triều đại chiếm đóng trước đây tiêu diệt dân tộc và văn hóa Đại Việt, với ý định tiếp tục biến thành quận huyện cai trị lâu dài, với việc thực hiện giết hại dân bản địa và thiến hoạn nhiều nam thanh niên gốc Việt. Trường học được mở nhưng nhà Minh không tổ chức cho người Giao Chỉ thi mà chỉ để lựa chọn các nho sinh có học vấn để sung vào lệ tuyển cống cho triều đình hằng năm. Những người hợp tác với quân Minh được đưa sang Trung Quốc để học hành một thời gian rồi đưa về phục vụ trong bộ máy cai trị tại Giao Chỉ.

## Nguyên nhân
Việc bành trướng và thực hiện đồng hóa phương Nam của các triều đại phong kiến phương Bắc trong thời gian đầu sở dĩ thực hiện được vì 2 lý do:
- Nhà Hán tổ chức những lực lượng quân sự to lớn, trong khi đó cơ cấu chính trị - xã hội của người Việt và các cư dân phi Hán tộc ở phía nam còn mang nặng kết cấu "vùng bộ lạc" với chế độ thủ lĩnh địa phương. Trên nền tảng săn bắt hái lượm, kết cấu xóm làng đến vùng bộ lạc (với cái tên mới thời Bắc thuộc là huyện) vẫn mang nặng tính tự trị, làm chậm quá trình phát triển của kết cấu dân tộc - quốc gia. Nước Văn Lang, Âu Lạc cũng như các nước Việt phía bắc như Mân Việt, Đông Việt và cả Nam Việt chưa hoàn toàn thoát khỏi mô hình các vùng bộ lạc để hình thành vững chắc mô hình chế độ quân chủ trung ương tập quyền.
- Sự chia rẽ trong nội bộ Việt tộc, như nhận xét của sử gia Tư Mã Thiên: "Âu Lạc tương công, Nam Việt động giao", nghĩa là Âu Lạc đánh lẫn nhau, Nam Việt rung động. Nhiều thủ lĩnh người Việt bị mua chuộc và cộng tác với triều đình phương Bắc, ngay từ thời Tần như Sử Lộc, qua thời Triệu tới thời Hán, như Hoàng Đồng.

## Tác động
Với sự tác động của quá trình đồng hóa từ phương Bắc, cả vùng rộng lớn từ sông Trường Giang tới sông Tây Giang tập nhiễm văn hóa Hoa Hạ, dân cư bản địa tại khu vực này trở thành "Hán nhân", "Đường nhân".
Một số người Hoa đã gia nhập bộ máy quan liêm của Trung Quốc, góp phần củng cố thêm cơ sở cho chính quyền đô hộ tại Giao châu của các triều đình phương Bắc và đẩy mạnh thêm xu hướng Hán hóa người Việt.
Do sống lâu giữa cộng đồng cư dân có sức sống mạnh mẽ, một số người Hoa khác đã dần dần Việt hóa. Một số trong đó đã trở thành các hào trưởng địa phương, góp phần quan trọng trong việc phát triển xã hội người Việt cổ lúc bấy giờ. Thậm chí có người trở thành thủ lĩnh các phong trào chống triều đình phương Bắc như Lương Thạc, Lý Trường Nhân, Lý Bí.
Tác động lớn nhất phải kể tới là tác động về văn hóa Việt Nam, không chỉ thời Bắc thuộc mà ảnh hưởng của nó tới các thời kỳ độc lập sau này.

## Chống đồng hóa của người Việt
Trong 1000 năm Bắc thuộc, người Việt vẫn luôn đấu tranh để giành lại đất nước và tới thế kỷ 10 thì từng bước thoát khỏi sự ràng buộc với phương Bắc. Để phục hồi lại quốc thống, người Việt luôn phải chống lại sự đồng hóa để bảo tồn giống nòi Việt.
Nhận định về Việt Nam sau 1000 năm Bắc thuộc, sử gia Trần Trọng Kim nói: "Người Giao Châu ta có một cái nghị lực riêng và cái tính chất riêng để độc lập, chứ không chịu lẫn với nước Tàu".

### Xu hướng
Những cuộc di dân và đồng hóa có những tác động lớn đối với đời sống xã hội trên lãnh thổ Việt Nam lúc đó.
Những người dân Bách Việt bản địa ở đồng bằng Giang châu sau nhiều thế kỷ bị Hán hóa đã trở thành người Hoa Quảng châu; còn người Lạc Việt ở vùng Châu thổ sông Hồng tuy bị Bắc thuộc nhưng không bị Hán hóa. Các sử gia xem việc thành lập Quảng châu với 3 quận tách khỏi Giao châu của Ngô Cảnh Đế Tôn Hưu vào năm 264 có nguyên nhân sâu xa như vậy.
Dù trong ngàn năm Bắc thuộc đã xảy ra quá trình hòa trộn, dung hợp nhiều tộc người mà chủ yếu là sự dung hợp giữa người Việt cổ và người Hán về phương diện nhân chủng, văn hóa, xã hội, nhưng phương hướng chủ yếu là Việt hóa. Người Việt kiên trì bám đất bám làng, bám chắc địa bàn sinh tụ, không từ bỏ nơi chôn rau cắt rốn và dân tộc đấu tranh để sinh tồn và phát triển.
Phía nam Ngũ Lĩnh, tương đương với vùng châu thổ sông Hồng của Việt Nam hiện nay, là vùng đất nhỏ cuối cùng duy trì sự tồn tại của nền văn minh lúa nước trong thế giới cổ đại, giữ được lối sống truyền thống của người Việt trước sự đồng hóa của phương Bắc.

### Giữ tiếng nói
Biểu hiện rõ nhất của sự bảo tồn giống nòi và văn hóa Việt để chống đồng hóa là sự bảo tồn tiếng Việt. Tiếng nói là một thành tựu văn hóa, là một thành phần của văn hóa. Tiếng Việt được các nhà khoa học xác định thuộc nhóm ngôn ngữ từ xưa ở Đông Nam Á và điều đó cho thấy gốc tích lâu đời, bản địa của người Việt. Các triều đình phương Bắc chỉ tiêu diệt được chính quyền cai trị người Việt nhưng không tiêu diệt được tiếng Việt.
Ngoại trừ một nhóm người tham gia bộ máy cai trị của chính quyền phương Bắc tại Việt Nam học tiếng Hán, còn lại đa số người Việt vẫn sống theo cách sống riêng và duy trì tiếng nói của tổ tiên. Dù đã có sự hòa trộn những từ, ngữ Hán trong tiếng Việt nhưng người Việt đã hấp thu chữ Hán theo cách sáng tạo riêng, Việt hóa những từ ngữ đó theo cách dùng, cách đọc, tạo thành một lớp từ mà sau này được gọi là từ Hán Việt.
Do chữ Hán không có đủ phiên âm để phiên âm đúng nhiều từ ngữ trong tiếng Việt cổ, lại thêm hàng loạt từ ngữ nhập vào từ tôn giáo và văn hóa do ảnh hưởng Ấn Độ, càng khiến chữ Hán không đủ để phiên âm dùng trong đời sống người Việt, nên cần phải có sự chế biến ra chữ Nôm từ chữ Hán để sử dụng để phiên âm những từ tiếng Việt mà chữ Hán không có. Thái thú Sĩ Nhiếp cùng một số trí thức đương thời sáng tạo ra chữ Nôm với mục đích ban đầu để dễ cai trị người Việt hơn, nhưng đồng thời chính chữ Nôm cũng đã tạo cơ sở cho tiếng Việt có một chỗ đứng riêng với tiếng Hán. Nhà nghiên cứu Lê Văn Siêu cho rằng điều may mắn cho tiếng Việt là: chính vì tổ tiên người Việt trong thời Bắc thuộc không quá thông minh tới mức có thể đọc lại (phát âm) chữ Hán giống đúng giọng người Hán chuẩn mực nên tiếng Việt còn giữ được và người Việt không bị mất tiếng nói, dân tộc Việt không bị hút vào đại khối dân Trung Hoa.

### Giữ phong tục
Người phương Bắc đã đưa vào nhiều thứ lễ giáo của phương Bắc và điều đó có ảnh hưởng nhất định tới người Việt. Tuy nhiên, những nếp sinh hoạt truyền thống trong đời sống của người Việt vẫn được duy trì.
Sống trong ngàn năm Bắc thuộc, người Việt thời đó vẫn không bỏ những phong tục như búi tóc, xăm mình, ăn trầu, chôn người chết trong quan tài hình thuyền hay thân cây khoét rỗng, nhuộm răng....